# Gabriel Condron
Gabriel Condron (La Plata, provincia de Buenos Aires; 10 de noviembre de 1963-La Plata; 21 de julio de 2016) fue un director de cine y guionista argentino.

## Biografía
Estudió en la Cátedra de Cine de la High School Washington (1980). Más tarde egresó como Periodista y Licenciado en Comunicación Social en la UNLP.
Comenzó su carrera como documentalista; fue guionista y director de la serie de documentales Los Gobernadores después de la dictadura.
Fue autor y director del Teatro por la identidad, de la Asociación Madres de Plaza de Mayo, con adhesión de organismos internacionales de los Derechos Humanos.
Fue guionista y director de televisión en la Provincia de San Luis, camarógrafo del grupo de rock Los Piojos, y guionista y director de videoclips de diversos músicos argentinos.
En cine realizó su ópera prima como guionista y director con Un peso, un dólar, y en 2009 fue el director de la película Esperando la carroza 2.
En 2013 se desempeñó como productor ejecutivo de Señales y en 2015 produjo El prisionero irlandés, de Carlos Jaureguialzo.
Falleció el 21 de julio de 2016, víctima de un ataque cardíaco a los 52 años de edad.

## Filmografía
- Un peso, un dólar (2006)
- Esperando la carroza 2 (2009)